# Karl Landsteiner
Karl Landsteiner ForMemRS (14 tháng 6 năm 1868 — 26 tháng 6 năm 1943) là một thầy thuốc, nhà sinh học người Áo. Ông nổi tiếng từ năm 1900 do phát hiện hệ thống máu mới ở người: Hệ thống nhóm máu ABO, giải thích cơ chế ngưng kết tố trong máu. Năm 1930 ông đã nhận giải Nobel trong lĩnh vực Sinh Lý và Y học. Năm 1937, cùng với Alexander S. Wiener ông đã tìm ra yếu tố Rh (rhesus) xác định một hệ thống nhóm máu khác. Ông nhận giải thưởng Lasker năm 1946.

## Sự nghiệp y khoa ở châu Âu
Karl Landsteiner (phát âm tiếng Anh: /kɑ:rl lɑntɛnõ/, tiếng Việt: Kac Lan-xơ-tê-nơ) sinh ở Baden, gần Wien, vào ngày 14 tháng 6 năm 1868. Bố của ông, Leopold Landsteiner, một tiến sĩ luật, là một ký giả và chủ bút nổi tiếng, đã mất khi Karl chỉ mới 6 tuổi. Karl được mẹ nuôi dưỡng, Fanny Hess, người mà ông tôn thờ đến mức đã treo tấm mạng che trên mặt thi hài của bà trên tường mãi cho đến khi ông chết. Sau khi rời trường phổ thông, Landsteiner theo học y khoa tại Đại học Áo, tốt nghiệp năm 1891. Ngay khi còn là sinh viên ông đã bắt đầu các nghiên cứu hóa sinh và vào năm 1891 ông công bố luận văn về tác động của chế độ ăn lên thành phần của máu (blood ash). Để gia tăng thêm nữa hiểu biết về hóa học ông sử dụng 5 năm tiếp theo để nghiên cứu trong các phòng thí nghiệm của Arthur Rudolf Hantzsch ở Zürich, Hermann Emil Fischer ở Würzburg và Eugen Bamberger ở München.
Trở lại Wien, Landsteiner tổng hợp các nghiên cứu của mình tại Bệnh viện đa khoa Wien. Năm 1896 ông trở thành phụ tá cho Max von Gruber ở Hygiene Institute tại Wien. Mặc dù trong thời gian này ông bị thu hút bởi cơ chế của hệ thống miễn dịch và bản chất của kháng thể. Từ năm 1898 đến 1908 ông giữ vai trò của một phụ tá ở Học viện Giải phẫu bệnh ở Wien, người đứng đầu ở đó là giáo sư Anton Weichselbaum, người đã khám phá ra nguyên nhân vi khuẩn của bệnh viêm màng não và cùng với Albert Fraenkel đã phát hiện ra phế cầu khuẩn. Tại đây Landsteiner tiếp tục công việc về sinh lý bệnh hơn là giải phẫu bệnh. Về điều này ông đã được khích lệ bởi Weichselbaum, bất chấp sự chỉ trích của những người khác trong viện. Năm 1908 Weichselbaum nghi ngờ về sự bổ nhiệm ông như là trợ lý giải phẫu tại Wilhelminaspital ở Wienn, nơi ông ta tại vị cho đến năm 1919. Năm 1911 ông trở thành Giáo sư Giải phẫu bệnh ở Đại học Wien với một mức lương không tương xứng.
Từ năm 1919 đến 1939 Landsteiner làm việc tại Đại học Rockefeller ở New York và trở thành công dân Mỹ năm 1929.

## Nghiên cứu miễn dịch học

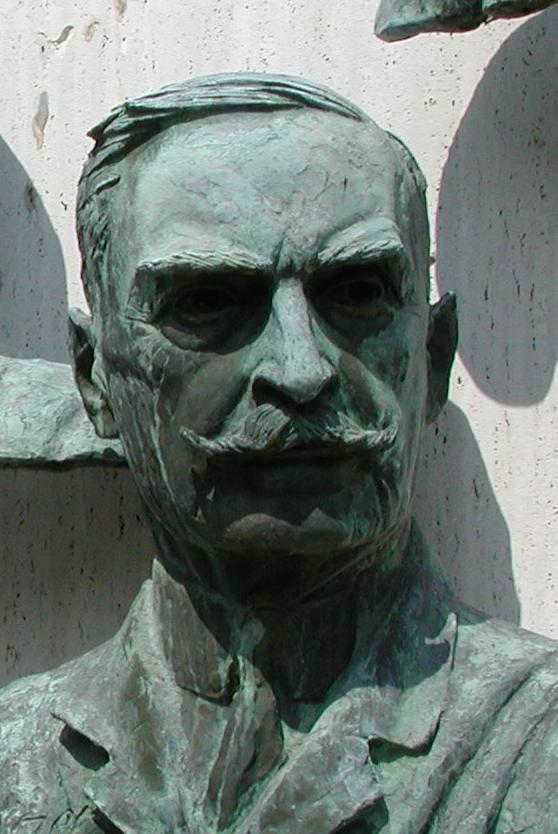
Tượng đồng Karl Landsteiner tại Polio Hall of Fame

Mãi đến năm 1919, sau hai mươi năm làm việc trong ngành giải phẫu bệnh, Landsteiner cùng với các cộng sự mới công bố nhiều báo cáo về những phát hiện của ông về giải phẫu bệnh và miễn dịch. Ông tìm ra những sự thật mới về yếu tố miễn dịch của bệnh giang mai, bổ sung vào những hiểu biết của phản ứng Wassermann, và khám phá ra yếu tố miễn dịch mà ông đặt tên là hapten (nó sau đó trở nên rõ ràng rằng là chất hoạt động trong chất chiết ra từ cơ quan bình thường sử dụng nơi phản ứng xảy ra, tóm lại, hapten). Ông tạo ra những đóng góp cơ bản vào hiểu biết của chúng ta về huyết cầu tố niệu kịch phát.

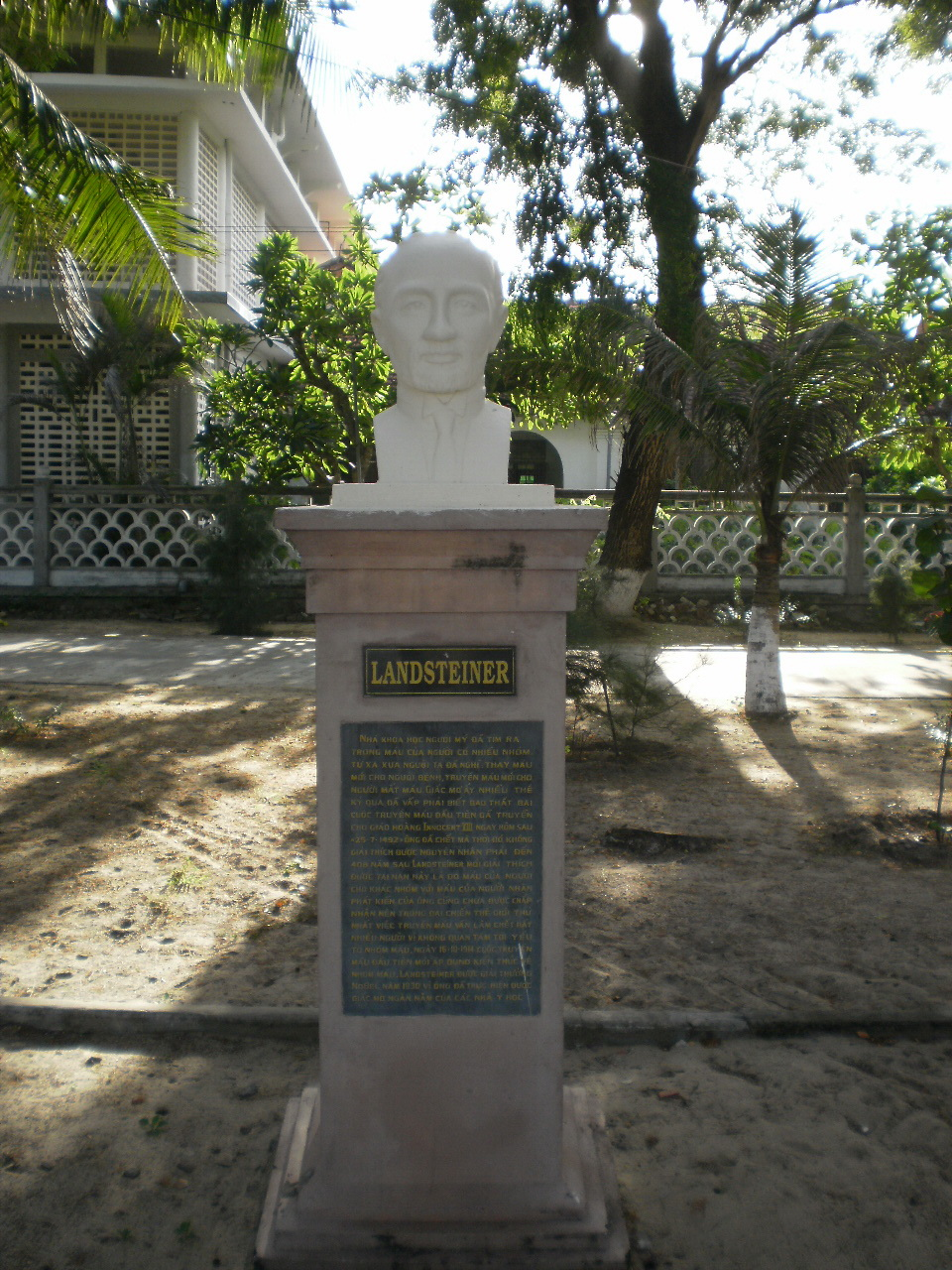
Tượng Karl Landsteiner tại Quy Hòa, Quy Nhơn, Bình Định.

Ông cũng chỉ ra rằng nguyên nhân của bệnh bại liệt có thể truyền cho khỉ bằng cách tiêm cho chúng chất được chuẩn bị từ việc nghiền tủy sống của đứa trẻ vừa chết do bại liệt, và do ở Wien thiếu khỉ cho những nghiên cứu xa hơn, ông đến Viện Pasteur ở Paris, nơi khỉ sẵn có. Công việc của ông ở đây, cùng với những nghiên cứu độc lập của Flexner và Lewis, đã đưa đến những hiểu biết nền tảng của chúng ta về nguyên nhân miễn dịch của bệnh bại liệt.
Vì sự nghiên cứu bệnh bại liệt, ông được quyết định đưa vào Polio Hall of Fame ở Warm Springs, Georgia sau khi mất vào tháng 1 năm 1958.